# Trance
Trance (fon. trans) je podvrsta elektronske plesne glazbe nastala na prijelazu iz 1980-ih u 1990.e. 
Glazba je okarakterizirana tempom od 130 bpm do 160 bpm, koristi ponavljajuće melodične sintisajzerske dionice, nagle promjene glasnoće ili prekide. Ponekad sadrži i vokale, ali tekstovi su u većini slučajeva jednostavni ili se sastoje od ponavljajuće fraze. Trance je nastao kao kombinacija techno i house glazbe. Kako se trance glazba često pušta u noćnim klubovima, može se smatrati i oblikom klupske glazbe.
Trance je nastao u njemačkim klubovima ranih 90ih godina, a upravo jedan njemački grad - Frankfurt - često se navodi kao mjesto gdje je cijela priča i započela. Pod pionire ove vrste spadaju izvođači kao što su DJ Dag, Oliver Lieb i Sven Väth. Rani trance dijelio je mnoge sličnosti s technom, u smislu tempa i ritmičke strukture. No trance je sadržavao i melodičnu strukturu koja je izvorno pripadala tadašnjem house žanru. Ranu fazu trancea možemo okarakteriziriati kao glazbu s "hipnotizirajućim efektom", kvalitetnom melodijom te ponavljajućom ritmičkom strukurom.
U isto vrijeme, dakle ranih 90ih godina, glazbena revolucija odvijala se i u Goi (Indija) gdje uskoro nastaje goa trance. Ubrzo nakon, slijedi i profilacija umjetnika kao što su Gil, Eat Static, Doof i Man With No Name.
Sredinom 90ih godina pojavljuje se progressive trance i postaje jednim od dominantnijih oblika plesne glazbe. Taj se pravac više oslanjao na bas i glavnu melodiju, odbacujući pritom ponavljajuću i hipnotizirajuću strukturu trance žanra. Trance je bio oštriji od housea, melodičniji od techna i više umirujuć od drum'n'bassa, stoga ne čudi što je u trenu postao vrlo popularan. Neki od DJ-eva koji su sudjelovali u stvaranju ovog žanra napuštaju ga sredinom i krajem 90ih godina te prelaze na progresivniji zvuk (Sasha, John Digweed).
Neki od najznačajnijih predstavnika trance glazbe su Cosmic Gate, Simon Posford, Tiësto, Paul van Dyk, Paul Oakenfold, Nic Chagall, Ferry Corsten, Armin van Buuren, Above & Beyond, Jonas Steur, John Askew, Marco V., 4 Strings, Sander van Doorn, Smith & Pledger, Johan Gielen, Celec, Ersa, Fred Baker, Conjure One, Andain i Delerium.

## Podrijetlo
Europa, posebice Njemačka, Nizozemska, Belgija, Švedska te Engleska.

## Tipični instrumenti
Sintisajzer, klavijature, sintisajzer ritma, usklađivač.

## Podvrste trance glazbe
- Acid trance
  - Stil popularan ranih 90ih. Karakterizira ga upotreba Roland BT-303 kao glavnog sintisajzera.
  - Poznatiji autori: Art of Trance, Kai Tracid, Hardfloor

- Classic trance
  - Originalni trance nastao početkom 90ih.
  - Poznatiji autori: Binary Finary, Westbam, Sven Väth

- Dream trance
  - Dream trance (također poznat kao dream dance ili dream house) vrsta je nastala iz epic trancea, a veliku popularnost stekla je sredinom 90ih zahvaljujući Robertu Milesu (posebice s pjesmom Children). Ova je vrsta jedna od najmelodičnijih, a uglavnom sadrži kratke, ponavljajuće melodične uzorke odsvirane najčešće na klaviru, violini ili saksofonu.
  - Poznatiji autori: DJ Dado, Robert Miles, Imperio, Nylon Moon, Zhi-Vago

- Euro-trance
  - Nastao u Njemačkoj sredinom 90ih. Karakteriziraju ga povišeni tonovi, glasovi i jednostavan tekst.
  - Poznatiji autori: Pulsdriver, Rocco, Special D

- Goa trance
  - Trance glazba nastala početkom 90ih u Goi kao mješavina trancea i klasične indijske glazbe. Melodija je kompleksna, često se koriste razni "svemirski" efekti, a dužina pjesama varira od 5 do 15 minuta. Krajem 90ih izgubila je na popularnosti i polagano je evoluirala u psytrance.
  - Poznatiji autori: Astral Projection, Man With No Name, Juno Reactor, Alien Project, Etnica, Prana, Doof

- Hard trance
  - Agresivniji i brži od klasičnog trancea, ovaj se stil pojavio u Frankfurtu 1993., ali je do kraja 90ih izgubio na popularnosti.
  - Poznatiji autori: Cosmic Gate, Nostrum, Flutlicht

- Ibiza trance
  - Ibiza trance (još poznat kao balearic beat i balearic house) je stil nastao pod mnogim utjecajima, a povezan je sa španjolskim otokom Ibizom (gdje je i nastao) te tamošnjim polaganim i opuštenim načinom života usporednim s rave scenom prisutnom na otoku. Ova je vrsta vrlo melodična i blaga, ponekad s elementima narodne glazbe (osobito one samog otoka), a često sadrži "morske" zvukove poput glasanja galebova ili šuma mora.
  - Poznatiji autori: DJ Shah, Chicane, Blank & Jones, York, Salt Tank, Energy 52

- Neo-trance
  - Nov žanr (kako mu i samo ime kaže) unutar trancea. Naziv je osmišljen kako bi opisao trance koji teži što minimalističnijem zvuku i ne uklapa se u ranije nastale forme. Često sadrži potpunije i dublje tekstove s više značenja negoli ostali žanrovi.
  - Poznatiji autori: Kyau & Albert, Trentemøller, James Holden, Deadmau5

- Progressive trance
  - Stil trancea koji se pojavio sredinom 90ih, a karakterizira ga ponavljajući ritam što uzrokuje osjećaj progresije.
  - Poznatiji autori: ATB, Cosmic Gate, Art of Trance, Sasha, Ticon, Nic Chagall, Frogacult, BT, Vibrasphere, Miika Kuisma

- Psytrance
  - Psytrance (skraćeno od psychedelic trance) evoluirao je iz Goa trancea, ali je znatno manje melodičan i više futuristički.
  - Poznatiji autori: Infected Mushroom, Total Eclipse, Atmos, Tristan, Eskimo

- Uplifting trance
  - Uplifting trance (također i anthem trance, epic trance, emotional trance ili euphoric trance) nastao je u drugoj polovici 90ih kao evolucija progressive i acid trancea, ponekad se naziva i "drugim valom" trancea. Karakterizira ga produžena nota u svim elementima (vokali, vodeći synth, bas) i duži prekidi.
  - Poznatiji autori: Tiësto, Ferry Corsten, Gouryella, ATB, Armin van Buuren, Paul van Dyk

- Vocal trance
  - Širok pojam koji se odnosi na trance s potpunim tekstovima. Vokali su najčešće ženski, a glazba stilom spada u neki od već navedenih.
  - Chicane, 4 Strings, Fragma, Tiesto, Armin van Buuren

- Electro trance
  - Ovaj stil je relativno nov, nastao sredinom 2000ih, a karakterizira ga veliki utjecaj electro glazbe i anthem trancea.
  - Poznatiji autori: Ferry Corsten, Gabriel & Dresden, Tiësto

## Vanjske poveznice
- Trancepleme  Arhivirana inačica izvorne stranice od 2. prosinca 2006. (Wayback Machine) : Promovira hrvatsku psihodeličnu trance scenu
- TranceProject : Enciklopedijska baza podataka koju održavaju ljubitelji trance i psihodelične trance glazbe
- Brija Dot Com : portal o elektronskoj glazbi, s naglaskom na trance žanru
- Trance[neaktivna poveznica]